# Calixtlahuaca
Calixtlahuaca (palabra náhuatl compuesta, calli significa casa, e ixtlahuatl significa “llano” o “llanura”, lo que se traduciría como "casa en el llano"; pero está también la palabra ixtlahuacan, lugar desprovisto de árboles y viviendas, por lo que calixtlahuacan haría referencia a una casa situada en un páramo) es un sitio arqueológico mexicano del período Postclásico de Mesoamérica, ubicado en la falda norte del cerro Tenismo, cerca de la ciudad de Toluca en el estado de México. La cultura que lo construyó fue conocida originalmente como matlatzinca. 
Se piensa que los habitantes iniciales de esta región eran nativos nómadas que solían visitarlo estacionalmente, posteriormente, los Matlatzincas llegaron y fundaron un pequeño asentamiento, más tarde recibieron influencia cultural tolteca y finalmente fueron dominados por los mexicas, alrededor del año 1476. La ciudad de Tecaxic[cita requerida] fue conquistada por los mexicas durante el reinado del Tlatoani Axayácatl. La ciudad fue destruida, los mexicas construyeron una nueva ciudad que llamaron Calixtlahuaca[cita requerida].
Damian Guzman Armendariz (hace más de 200 años) opinaba que los matlatzincas o sus precursores habían llegado este sitio, al menos en 640 a. C. y que grupos otomíes cazadores-recolectores habían habitado esta zona desde hace 3000 años, en la época que había un gran lago (hoy desaparecido), el cual era alimentado por agua de deshielo del Nevado de Toluca.
En 1510 los Matlatzincas intentaron poner fin al tutelaje mexica; Moctezuma II inmediatamente ordenó la destrucción de la ciudad, los habitantes huyeron hacia el oeste, hacia el Michoacán actual.[cita requerida]

## Cronología del descubrimiento
- El arqueólogo José García Payón excavó las estructuras de calixtlahuaca en la década de 1930 y restauró muchos templos y otros edificios. La más notable es la estructura 3, un templo circular dedicado al dios mexica del viento Ehécatl y la estructura 17, un gran palacio real. La arquitectura y esculturas de piedra en el sitio son similares a la de otros sitios mexicas del periodo Posclásico medio al tardío (1100-1520) en el centro de México.

- En 1930, el sitio tenía una extensión de 144 hectáreas, el día de hoy solo tiene 116.[2]

- Entre 1988 y 1998, se implementaron algunos proyectos para preservar y proteger los contenidos del sitio. Estos proyectos incluyen drenaje, nivelación de algunas áreas, señales, reglamentos de sitio y protección contra el crecimiento urbano.

- En 1998, el arqueólogo Jorge Villanueva Villalpando restauró la pared sur de la fachada oriental del edificio III, dañada por tormentas fuertes y constantes.

- En 2002 el Dr. Michael E. Smith, inició un nuevo proyecto de investigación en Calixtlahuaca. Este proyecto fue patrocinado por la Universidad Estatal de Arizona y la Fundación Nacional de Ciencias (EUA), el trabajo de campo inició en 2006 con un levantamiento intensivo de cobertura completa del sitio. En 2007 fueron excavadas una serie de casas y terrazas, revelando la forma de vida de los habitantes de Calixtlahuaca por primera vez.

## Invasiones

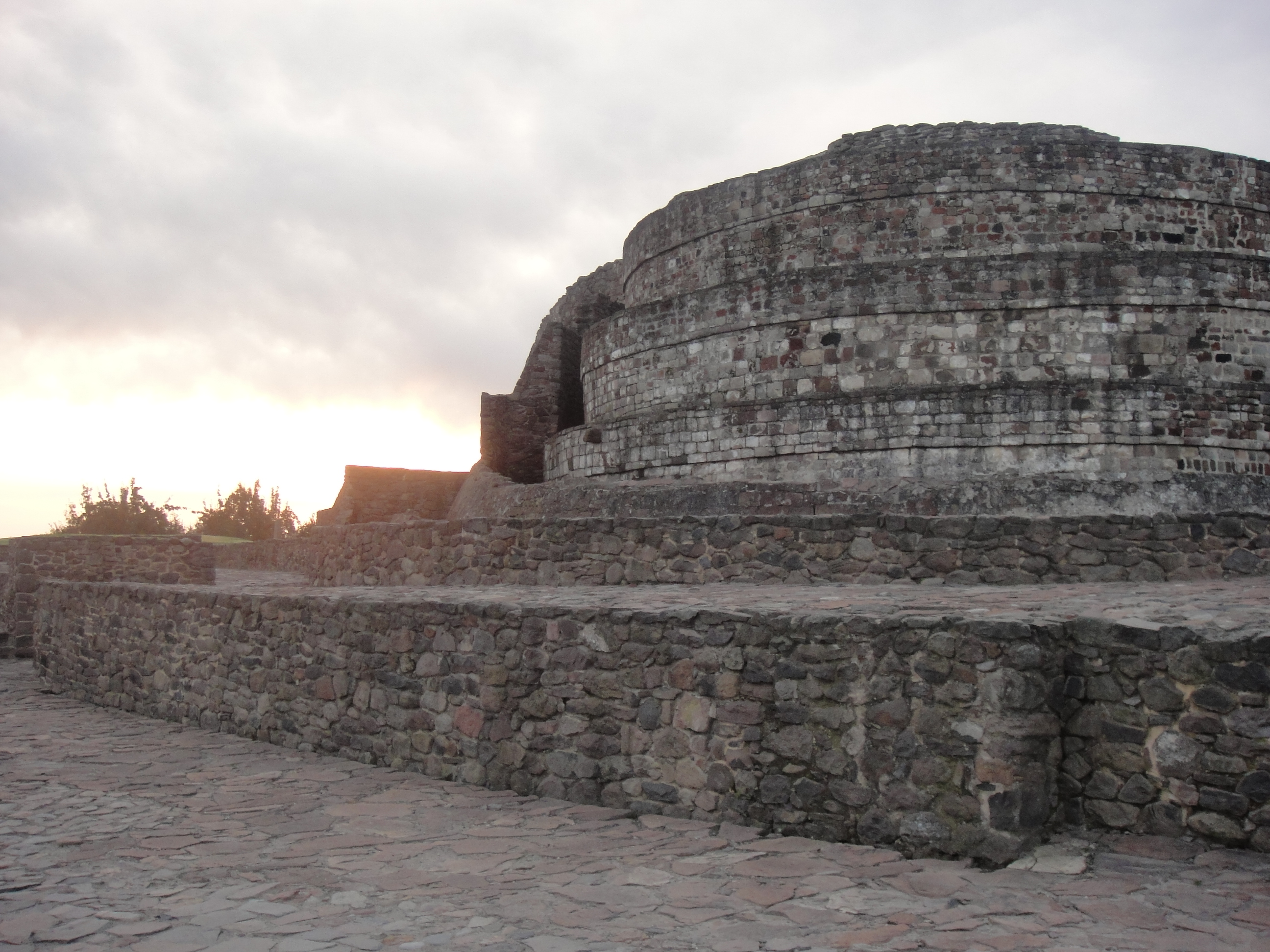
Amanecer en Calixtlahuaca

La región Matlatzinca se dividía en tres Altépetl (señoríos), dos de los cuales estaban dispuestos a permanecer independientes y posiblemente asociados con los Purépechas y Tarascos de Michoacán[cita requerida], pero un tercer Altépetl (Tollocan) quería una asociación con los mexicas.
Esta división originó una migración Matlatzinca a otras regiones, como Tiripetío, Andarapeo, Huetamo, Charo y Undameo, entre otros.[cita requerida]
Axayácatl, Huey Tlatoani de Tenochtitlan (1469 – 1481) peleó contra Cuextapalin, general matlatzinca, quien con una honda le pegó en una pierna y lo lesionó de por vida, trató de tomarlo prisionero sin éxito[cita requerida]. Más tarde los mexicas regresaron con Tollocan (aliado), sometieron a los Matlatzinca en 1474, y tomaron 11,070 prisioneros para ser sacrificados en Tenochtitlan[cita requerida]; esto previno más levantamientos en la región y motivó la reubicación de familias nahuas a Calixtlahuaca.
De 1482 a 1484 hubo otro intento de rebelión Matlatzinca, pero Tízoc destruyó los templos de Calixtlahuaca y marcó su victoria sobre una piedra[cita requerida]. El último intento de rebelión se produjo en 1510, el Tlatoani mexica Moctezuma II ordenó la destrucción de la zona, lo que condujo a la emigración de sus habitantes a Michoacán.[cita requerida]
En la actualidad la más preocupante invasión que sufre esta zona arqueológica es el crecimiento de asentamientos rurales[cita requerida], muchos de ellos irregulares, que han dañado la imagen de la zona, y es preocupante ya que no contamos con una cultura de preservación de las riquezas culturales que nuestros ancestros nos heredaron. Los daños más graves han sido la destrucción de plataformas donde se erigieron los edificios prehispánicos, los cuales fueron y han sido destruidos para utilizar los terrenos como sembradíos por los habitantes de la comunidad.[cita requerida]

## Periodos de Ocupación
Como resultado de investigaciones realizadas, los siguientes períodos de ocupación han sido interpretados y establecidos:
- Periodo Preclásico (1500 – 200 a. C.) Cabezas pequeñas de arcilla tipo A, B, C, D & F, así como paredes verticales de barro como parte de un sistema constructivo de terrazas en el centro del cerro Tenismo, donde se ubicaron algunas casas habitación. (Probablemente grupos otomíes[2])

- Periodo Clásico (300 – 600) Cerámica perteneciente al tercer periodo clásico de Teotihuacán y primera etapa de construcción del edificio III, que fue dañado durante el terremoto de 1475. (Grupos teotihuacanos[2])

- Periodo Epiclásico (900 – 1200) Influencia Tolteca con mayor construcción de terrazas en laderas y algunos edificios. (Grupos toltecas[2])

- Periodo Posclásico (1200 – 1510) Distinguido por una hegemonía Matlatzinca, limitada por la influencia Azteca. (Grupos Matlatzincas y finalmente Mexicas[2])

## El Sitio
Este sitio arqueológico se encuentra aproximadamente a 2.500 m s. n. m. y la cima del cerro Tenismo 2.975. En la cima del cerro se encuentra un ojo de agua en piedra, llamado Pinalinchini.
Estructuras principales:

### Monumento 1
Se encuentra dentro de la zona urbana de Calixtlahuaca.

### Monumento 2
Aún no ha sido explorado por .[cita requerida]

### Monumento 3
Se trata de un templo circular, probablemente el edificio más importante del sitio, aparentemente dedicado al culto de Quetzalcóatl, esto por una estatua que representa a un individuo usando sandalias y una máscara bucal, parecida al pico de un ave. Esta estatua fue descubierta por casualidad, durante las exploraciones de Payón; en su ausencia, un grupo de trabajadores vieron dos lagartijas grandes meterse entre un grupo de piedras, al remover las piedras encontraron la estatua y la sacaron, lo que molestó a Payón. Uno de los trabajadores, de nombre Joaquín Álvarez, se llevó uno de los brazos, el cual regresó más tarde. García Payón excavó ofrendas mortuorias de una escultura de un sacerdote con una máscara del Dios Ehécatl. Este objeto es una de las esculturas más conocidas del estilo Mexica.

### Monumento 4, Tzompantli
Se encuentra en una amplia plaza, es una estructura con una única escalera; forma parte de un grupo, con una plaza y un altar de cruz decorado con cráneos (Tzompantli). Este altar en forma de cruz tenía empotradas a su alrededor calaveras esculpidas en piedra, originalmente tenía más de diez, hoy sólo quedan dos originales y la réplica de una tercera[cita requerida]. Esta estructura fue explorada en 1940 por el arquitecto guatemalteco Carlos Navarrete.
Fotografías:

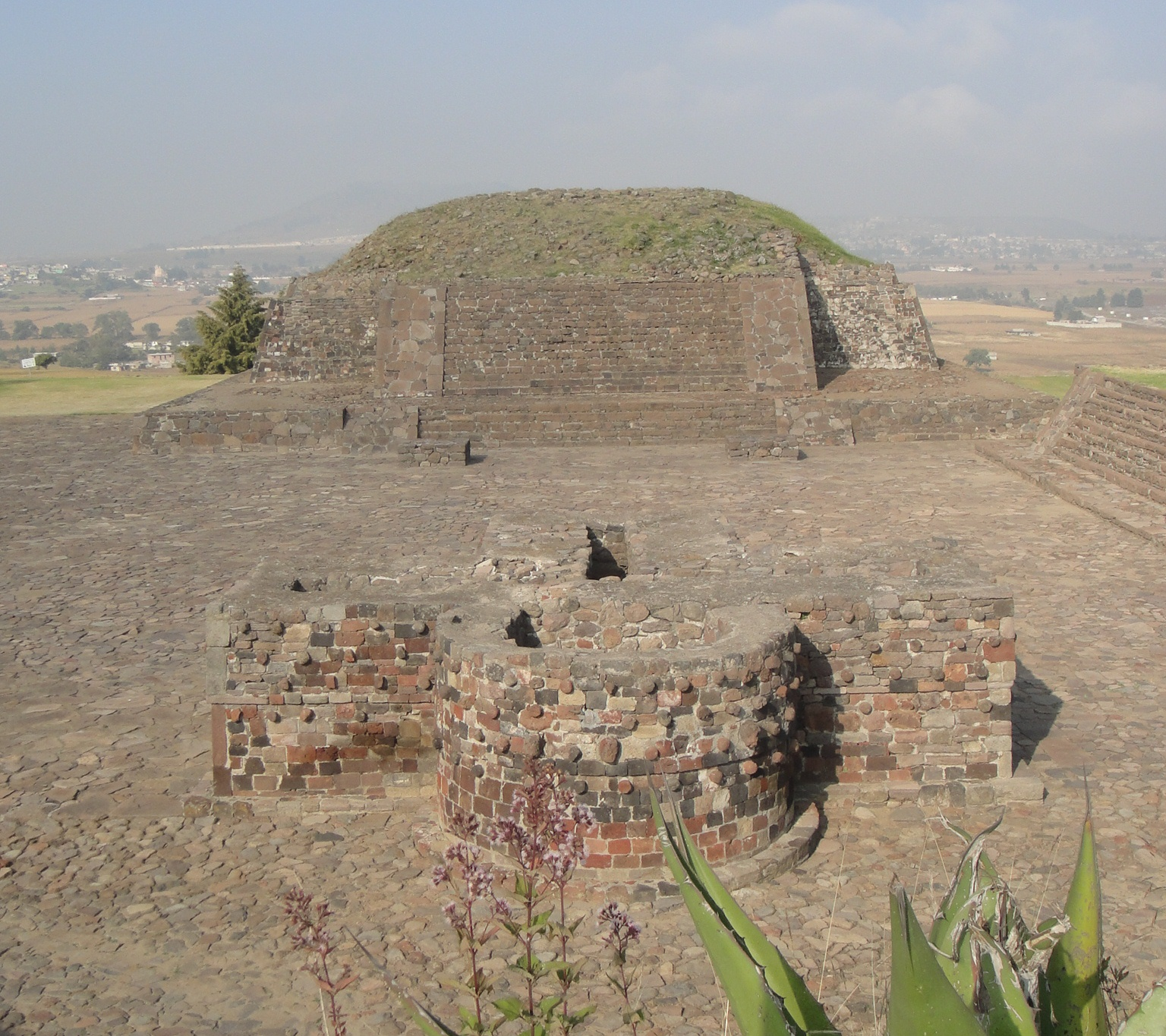
Orientación este-oeste entre el Tzompantli y el Monumento 4

### Monumentos 5 y 7
También denominado Panteón, se encontraron aproximadamente 50 entierros con restos humanos con ofrendas (oro, cerámica, malacates, piedras obsidiana, puntas de flecha). Estas estructuras fueron construidas sobre una amplia terraza y existen restos de 7 basamentos en el lado oeste.
Fue restaurado entre 2002 y 2004 de manera personal por el Sr. Alejandro Javier Hernández, autorizado por la dirección técnica de INAH, pero sin ningún tipo de apoyo o ayuda.
Fotografías:

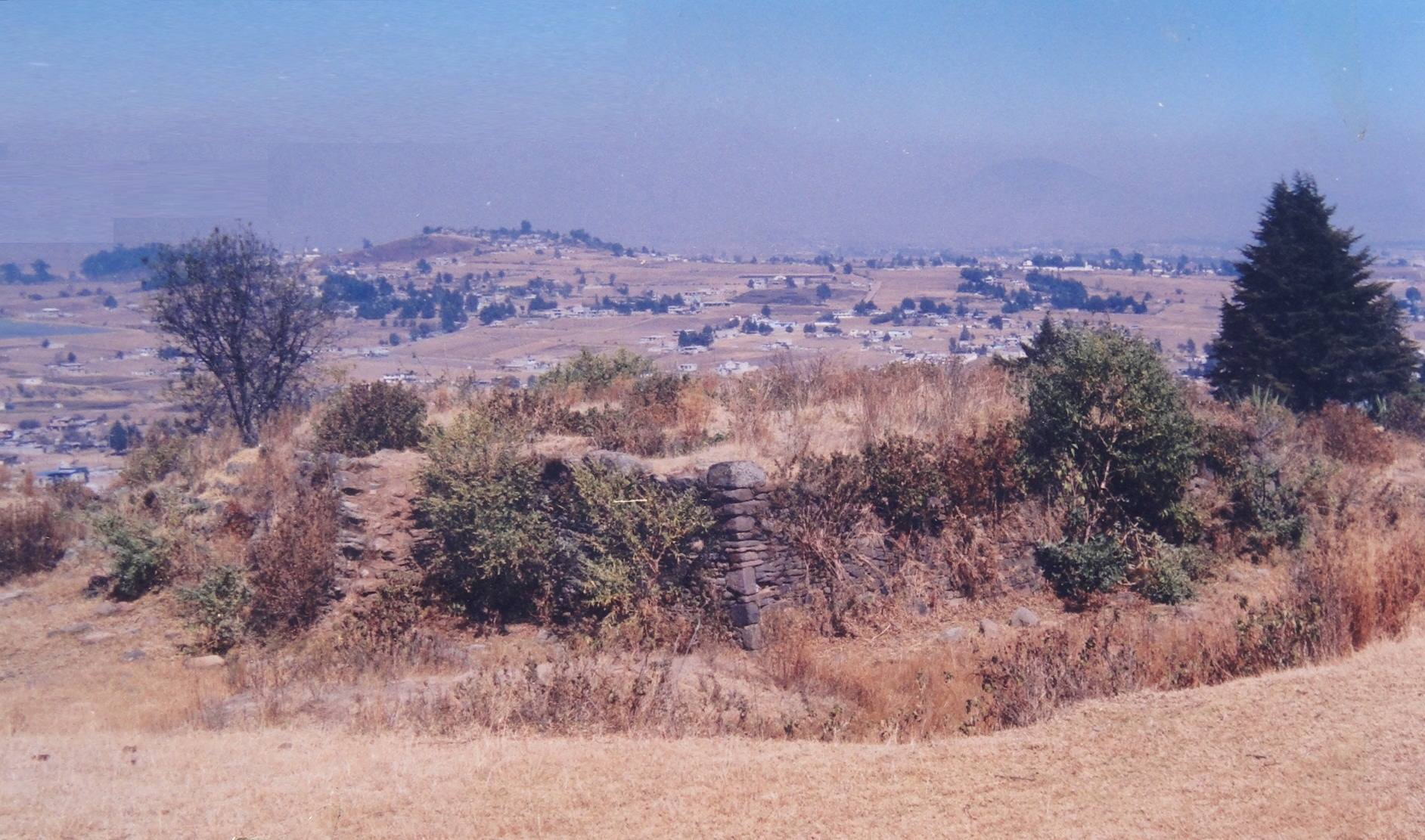
Panteón antes de restauración.
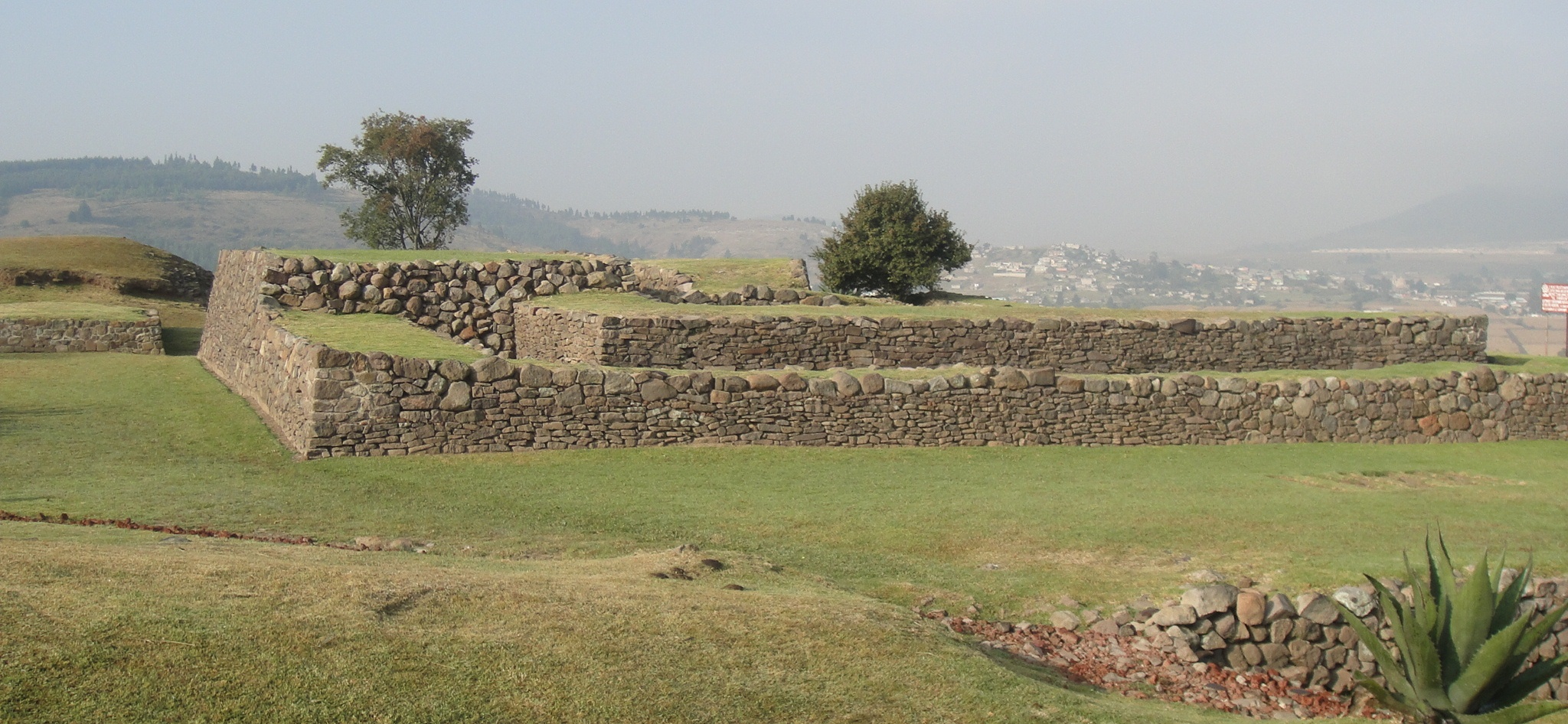
Monumentos 5 y 6, después de su restauración.
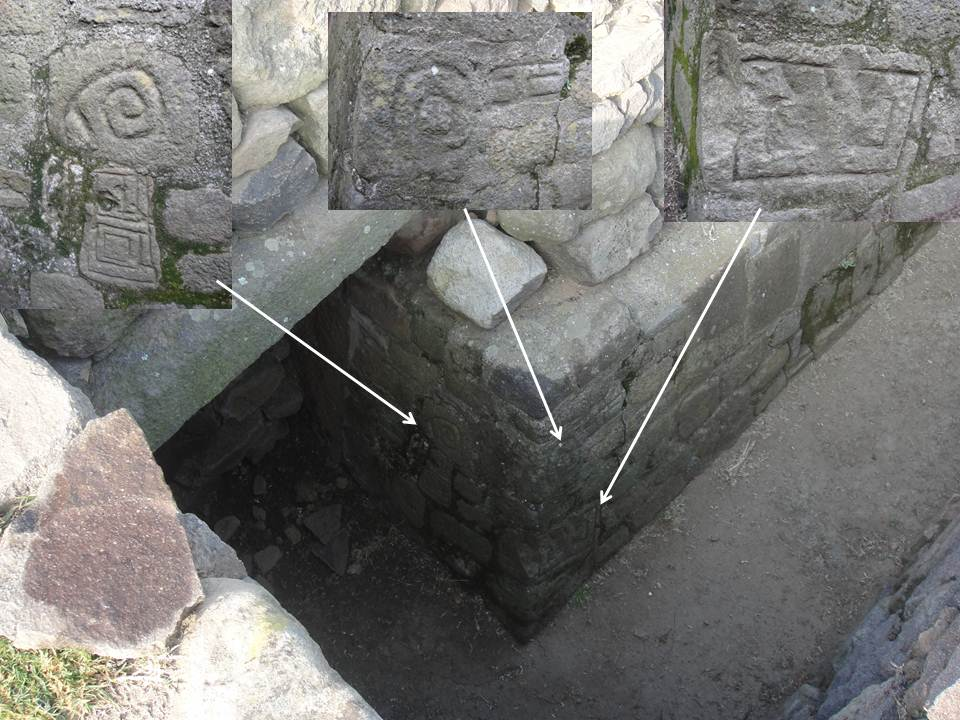
Tres petrolgifos en el Panteón.

### Monumentos 10, 11, 12, 13, 14 y 15
No explorados, se encuentran más arriba en la falda del cerro.[cita requerida]

### Monumento 16
Se trata de los restos de un basamento de aproximadamente 85 metros de ancho por 100 de largo, García Payón encontró una piedra grabada con un hoyo al centro, similar a los juegos de pelota; se supone fue una cancha de juego de pelota, pero no hay exploración, se encuentra aproximadamente 500 al norte del Templo 3 de Ehécatl, en la zona urbana.
Es muy probable que un centro mesoamericano tan importante como éste haya tenido su juego de pelota. Existen tradiciones populares que hablan de torneos, competencias y retos entre ciudades mesoamericanas antiguas, donde los mejores jugadores de pelota mesoamericanos eran retados por otros centros, se hacían apuestas y quinielas.
Fotografías:

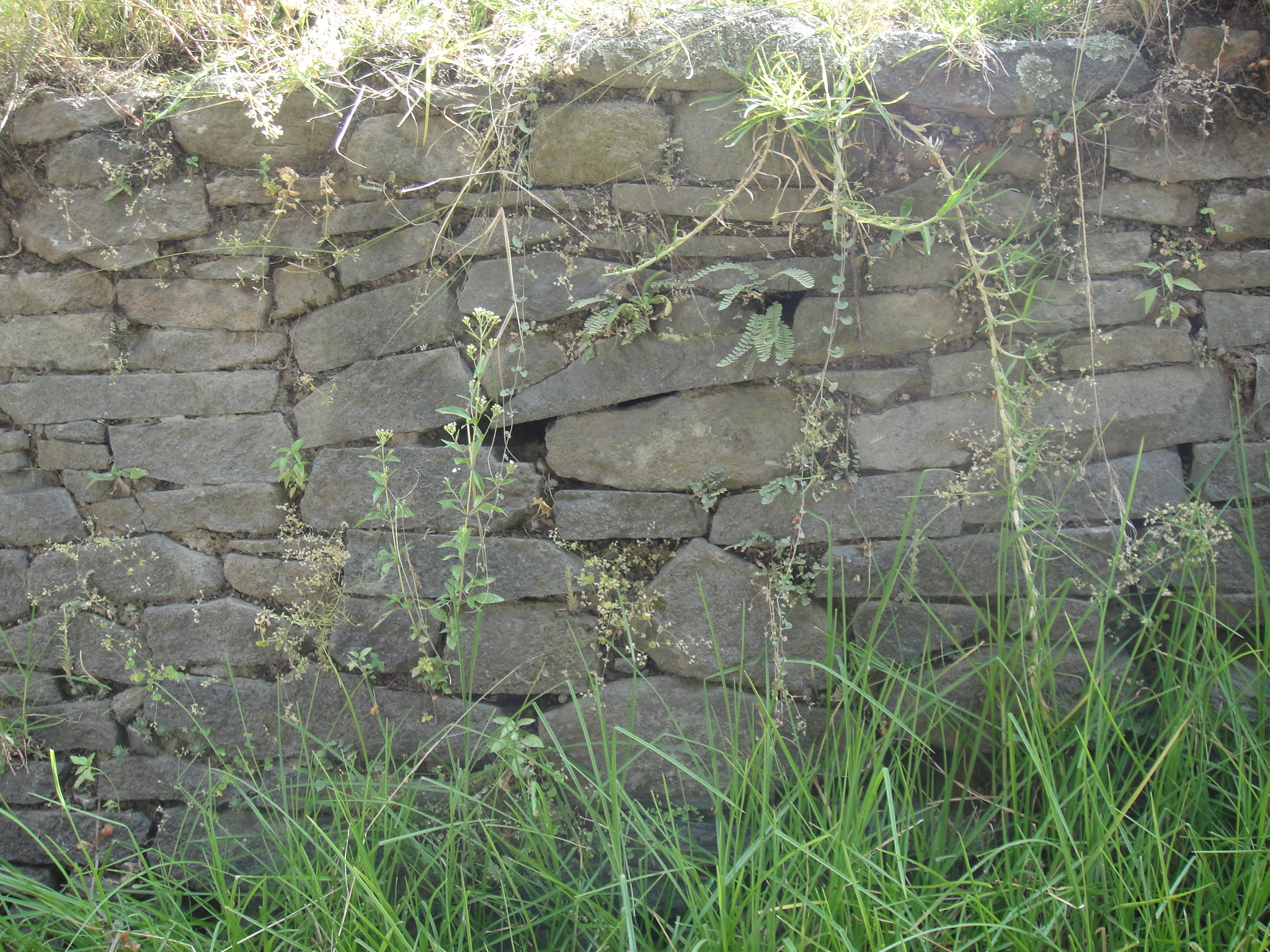
Detalle del basamento.
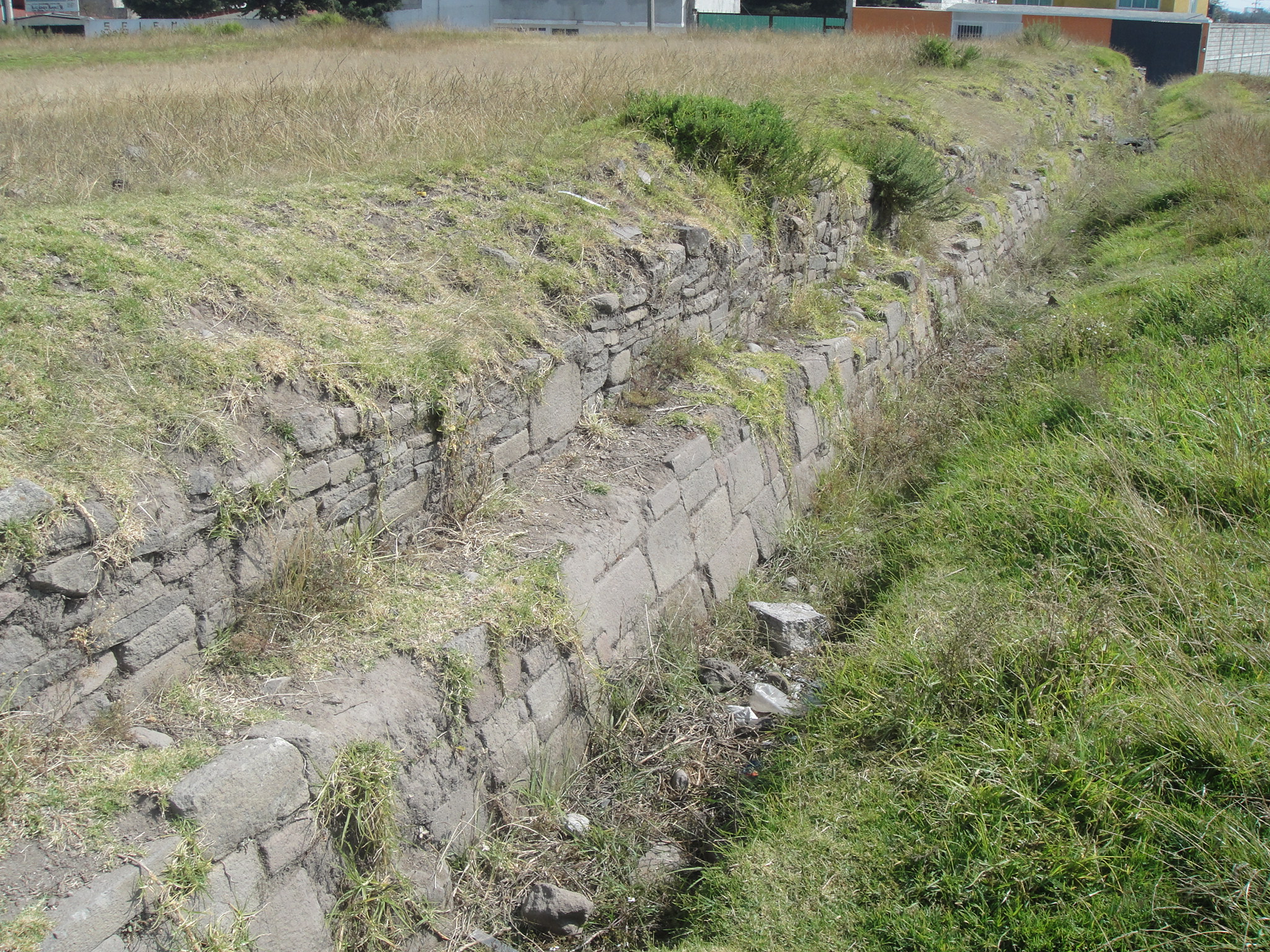
Estructura, se parecían detalles de dos etapas constructivas.

### Monumento 17
La zona identificada como Monumento 17 es en realidad un complejo. Aunque García Payón lo llamó un "Calmécac" (escuela y residencia de sacerdotes), es mucho más probable que realmente era el palacio real de la ciudad. Tiene el mismo tipo arquitectónico de otros palacios mexicas.
En total tiene 32 recintos o cuartos, un muro de adobe original, y con tres etapas diferentes de construcción. Tiene pasillos interiores y escaleras de acceso a los diferentes niveles.
Para los ojos del visitante, el complejo se puede dividir en cuatro partes principales, una zona habitacional en el lado sur del complejo, un área ceremonial con el templo o basamento principal, una amplia plaza frente a éste, y una zona de basamentos en el lado oeste.
Fotografías:

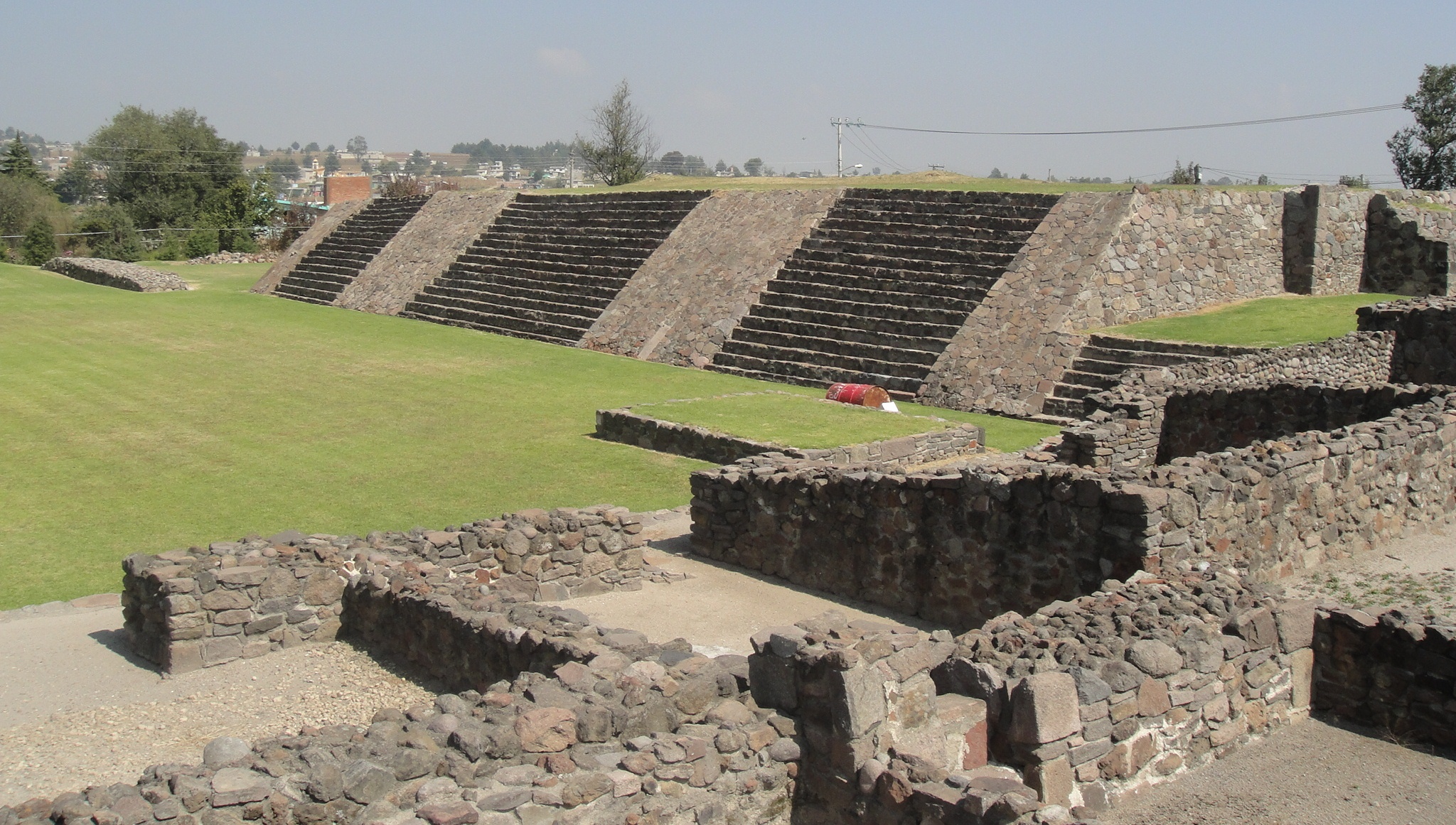
Zona residencial, Templo y escalinatas al fondo.
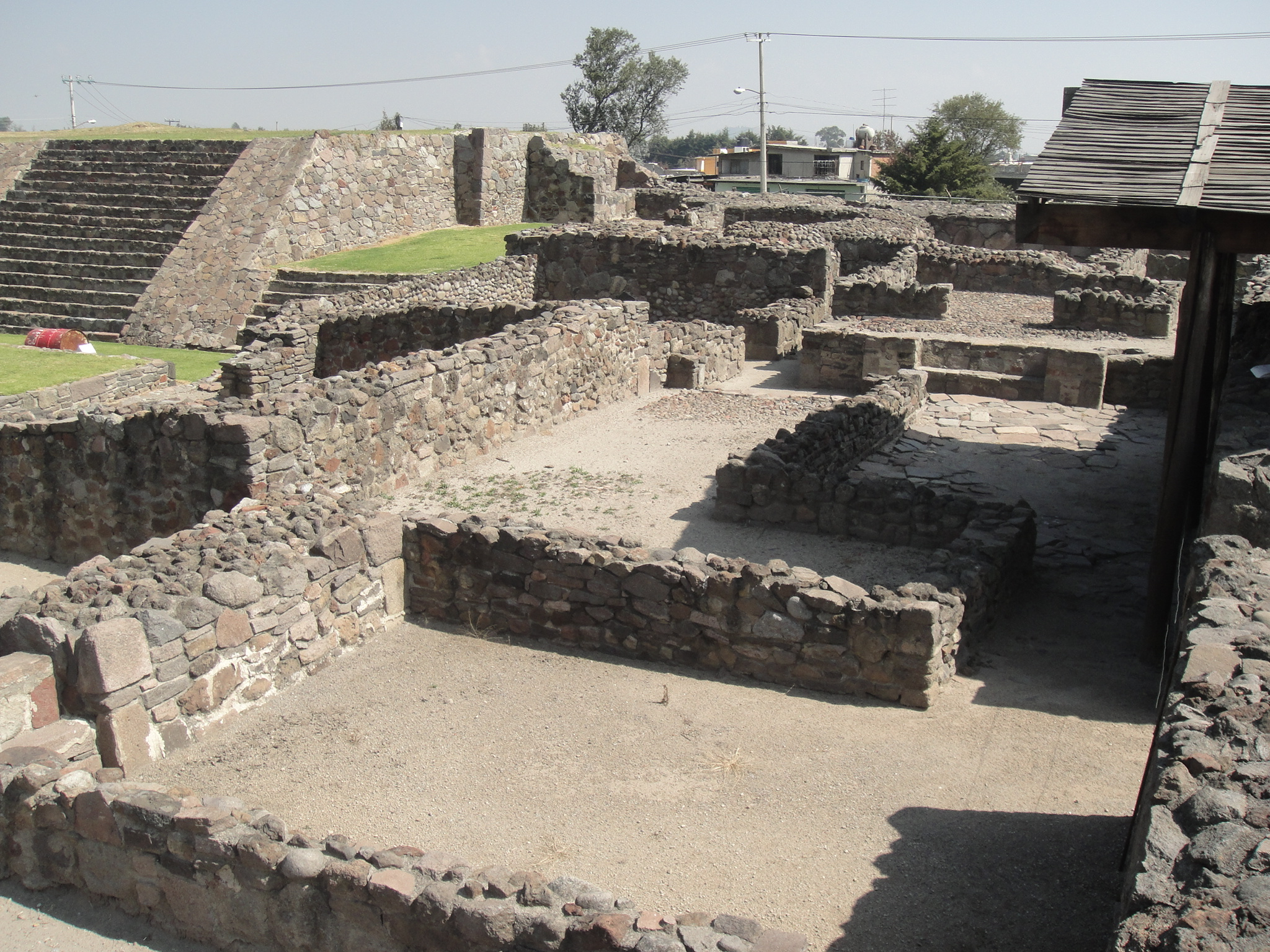
Est. 17 Complejo habitacional.

#### Zona residencial
Esta sección se subdivide en dos áreas divididas por el muro de adobe, el cual se piensa que fue construido durante la ocupación mexica en el posclásico tardío.
Tiene tres entradas, una por el lado oeste, con pasillos de comunicación de los varios ambientes y acceso al recinto habitacional privado, el cual tiene una serie de habitaciones alrededor de un patio interior. Esta zona tiene otra entrada, por la esquina sureste del complejo. Hay una tercera entrada sobre el lado norte, la que sería acceso a la zona ceremonial o la plaza principal.
Fotografías:

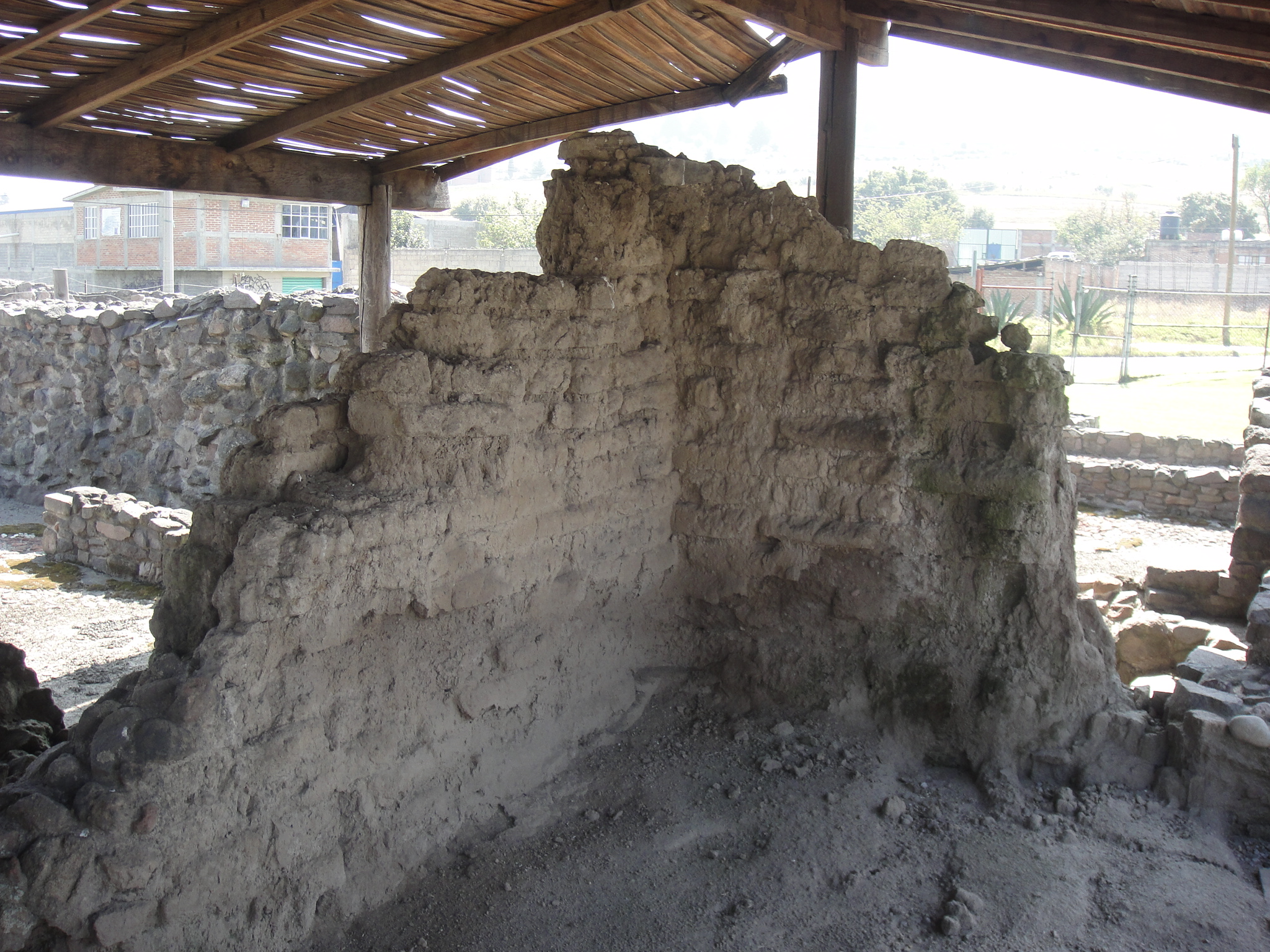
Est. 17, muro de adobe.
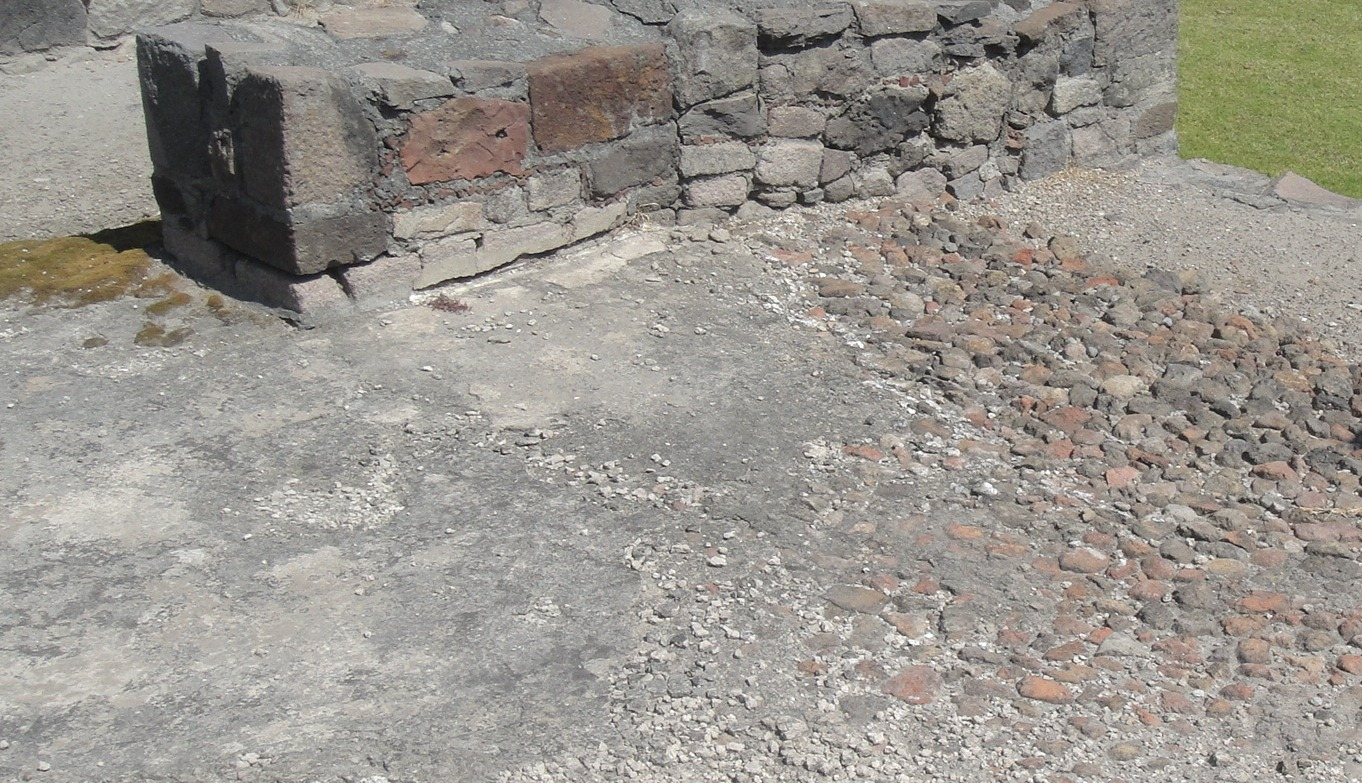
Est. 17 detalle de piso, estuco sobre grava.

Las principales características de todas las habitaciones son:
- Todas las habitaciones tenían piso de estuco, construido sobre grava firme (ver fotografía).[2]

- Las habitaciones tenían un lugar cuadrado, con indicios de fuego, que probablemente servían para calefacción, cocinar o quemar copal ritualmente.[2]

#### Recinto privado
Probablemente la residencia del gobernante de la ciudad, consiste en una serie de siete cuartos alrededor de un patio interior con acceso privado, y probablemente había una habitación de guardias o vigilantes. Los cuartos son de diferentes tamaños y puede que tuvieran diferentes usos.
Fotografía:

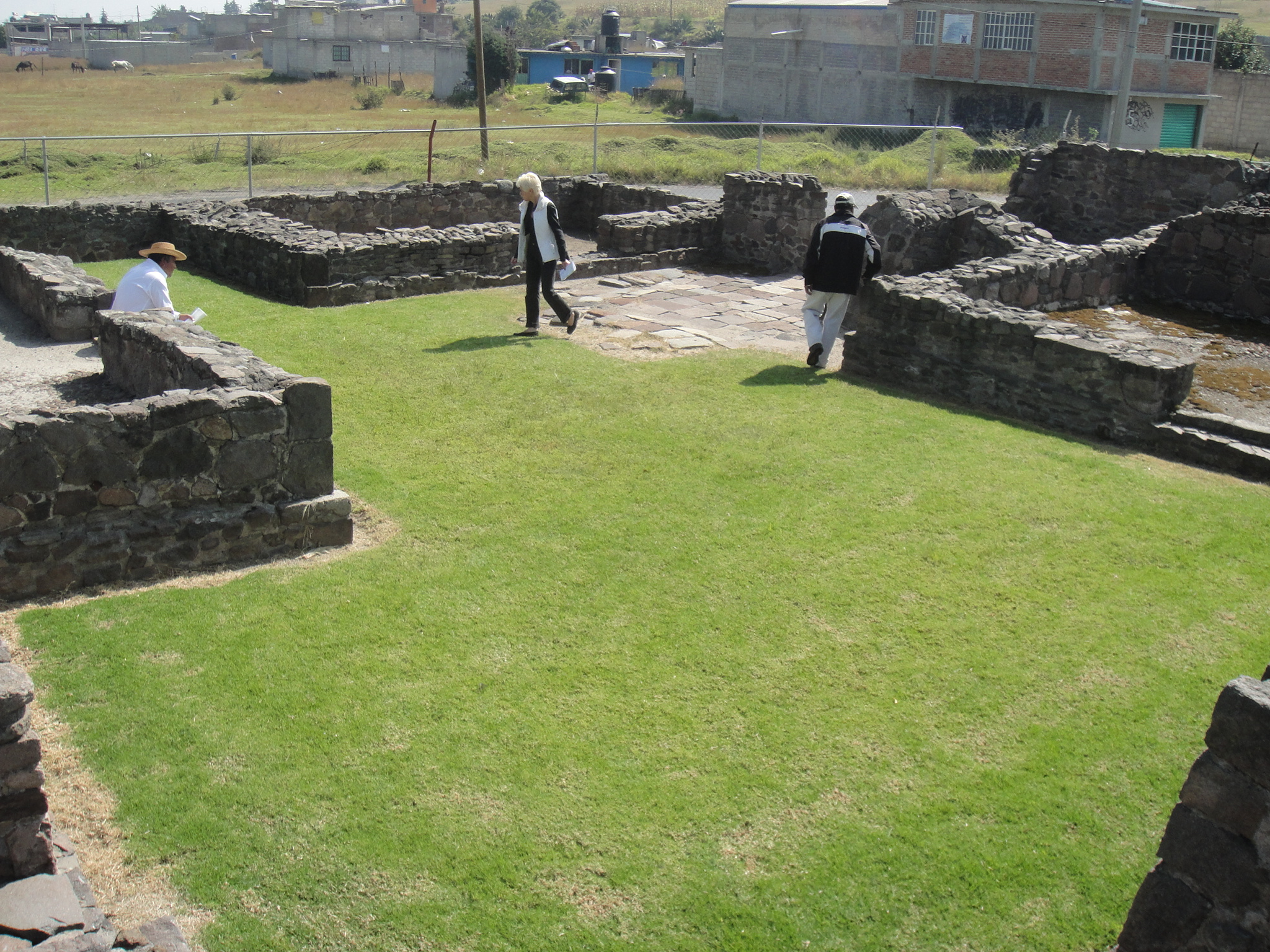
Patio interior.

#### Templo principal
Este basamento tiene las características de una plaza ceremonial: tres escaleras de acceso a la parte superior, divididas por alfardas. La escalera del centro, sin duda la más importante, tiene aproximadamente 10 metros de ancho, mientras que las escaleras laterales tienen 6 metros. Se piensa que en la parte superior hubo al menos tres templos. Se pueden apreciar restos de un piso de estuco. Este basamento tiene en el lado norte una “cala” o sondeo hecho por arqueólogos, donde se pueden apreciar tres etapas constructivas. Se ha confirmado que dentro de este templo no existen cámaras secretas ni tumbas, como la generalidad de templos similares en el altiplano de México.

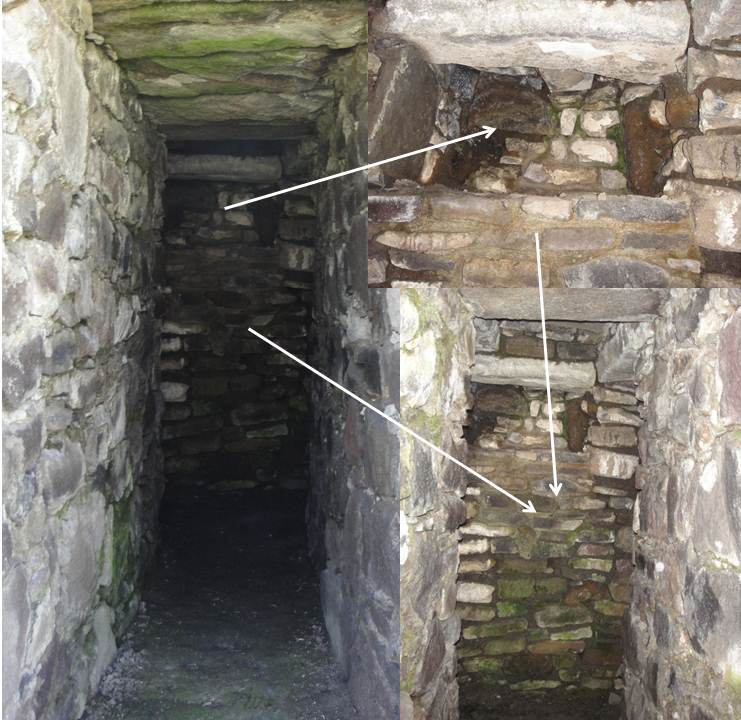
Cala al fondo arriba a la izquierda, primera etapa, la segunda abajo, tercer y última al frente.

#### Estructuras del lado Oeste
Existen restos de construcciones, una escalera denominada por García Payón como escalera “K” y dos hermosas muestras de talud tablero al estilo teotihuacano.

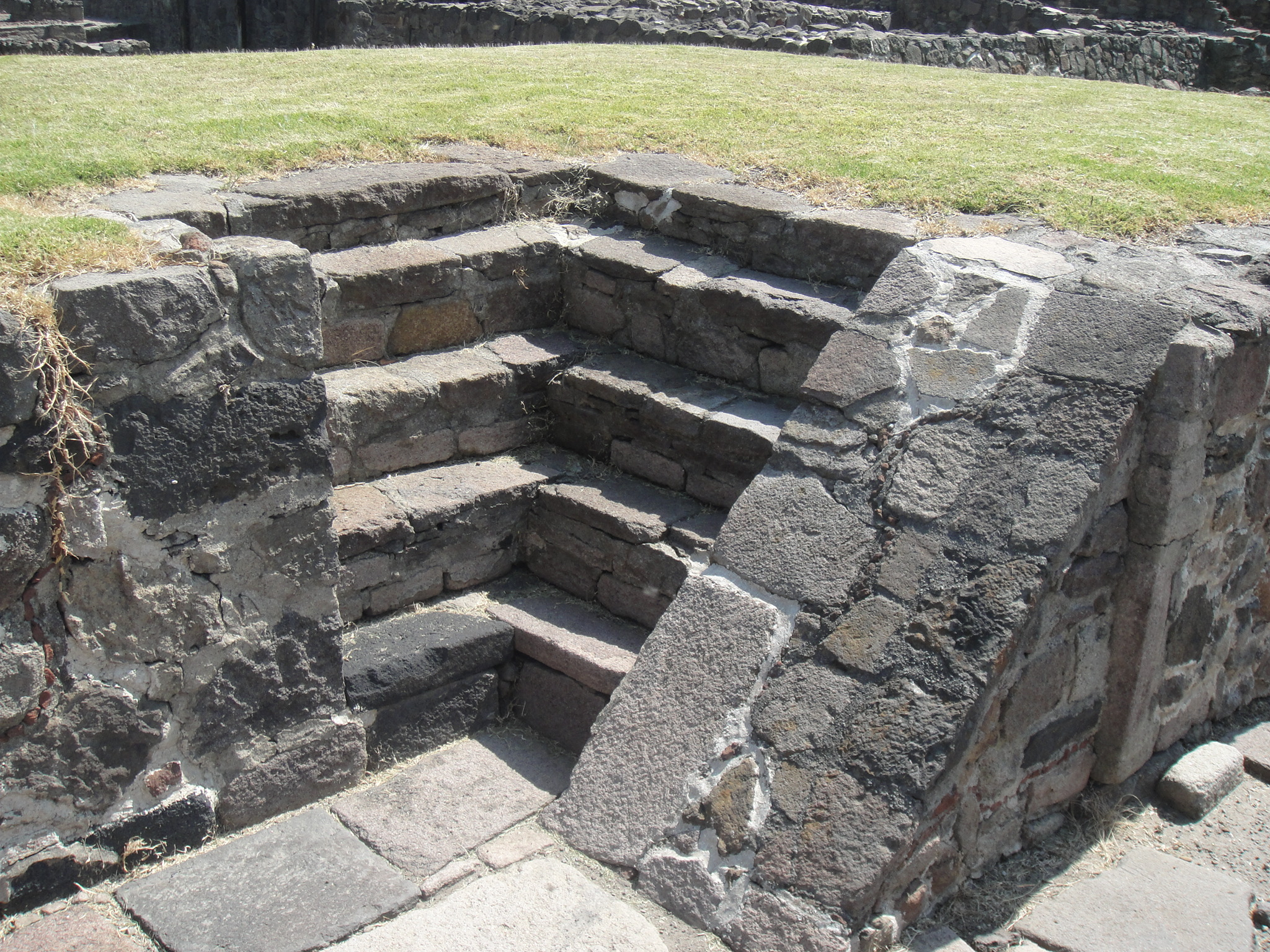
Est. 17 escalera K, al lado oeste de la plaza, frente al templo.
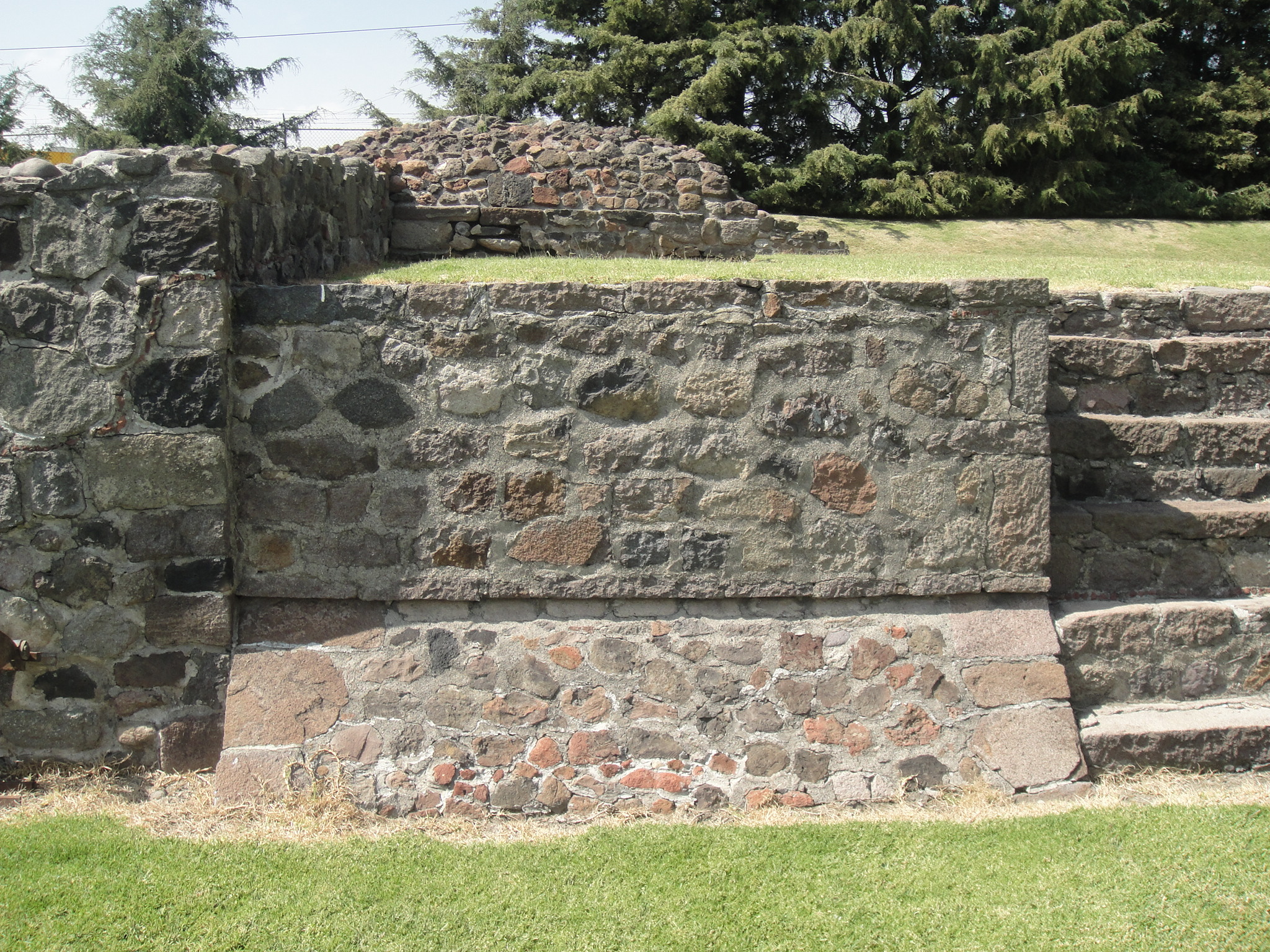
Est. 17 talud tablero.

## Objetos encontrados
García Payón excavó entierros conteniendo cerámica, muy similar a piezas de varias etapas de Teotihuacán. También hay un grupo de recipientes de Oaxaca; cinco en forma de pata de jaguar, otro con un glifo zapoteca, algunos se realizan con la característica arcilla gris de esa región, pertenecientes a la fase Xoo, o Monte Albán III B/IV, en el valle de Oaxaca. La presencia de estos materiales confirman la importancia de las prácticas de comercio en estas regiones, durante los períodos clásico y posclásico

### Cerámica
El grupo más grande de objetos de cerámica son "Malacates", y más del 50% de ellos son grandes, utilizado para el hilado de fibra de maguey.
Entre las figuras se identificaron tres grupos:
- Objetos con el estilo de las figurillas azteca del Valle de México y Morelos,[8] pero con diferente pasta (probablemente pasta local del Valle de Toluca).

- Objetos con el estilo de figuras mexicas, con la típica pasta naranja usada en el Valle de México (importada).

- Figuras parecidas a figuras del posclásico, sin clasificar, se supone que fueron estilos locales, aun por ser identificadas. También se destaca la presencia de estas tres categorías en figuras del Yautepec Posclásico.[9]

### Pulido y Tallado Lítico
Se han encontrado 32 desfibradores de maguey., también hay varios objetos como manos y cajetes de piedra. Los desfibradores eran comunes en los entierros del período posclásico en el valle de Toluca. Sólo hay 20 artefactos líticos tallados, hechas de pedernal y obsidiana[cita requerida].

### Cobre/Bronce
Hay 81 objetos de cobre, es una de las colecciones más grandes fuera del territorio tarasco.[cita requerida] Otros objetos de cobre de Calixtlahuaca existen en Estados Unidos, por ejemplo en el Museo Americano de historia natural en Nueva York.[cita requerida] La mayoría son sonajas y sus formas se asemejan a objetos hechos en bronce del período Posclásico en el oeste y el centro de México.

### Cuentas
Hay 366 perlas de vidrio verde en la colección y 23 de objetos de conchas, con agujeros.[cita requerida]

### Esculturas de Piedra

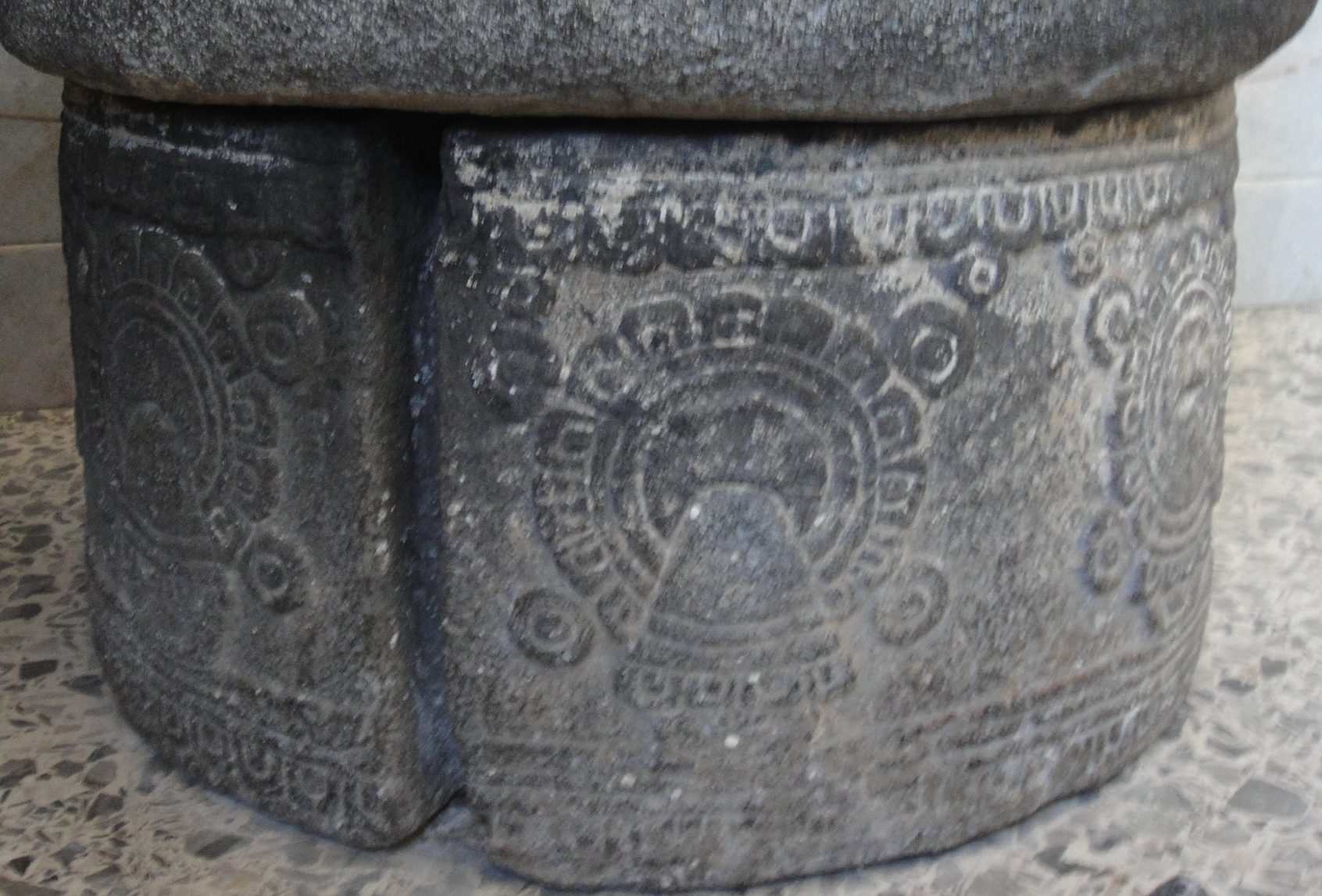
Parroquia, piedra sacrificios

La escultura de Ehécatl es bien conocida. También la figura de la diosa Chalchiuhtlicue, actualmente expuesta en el Museo Nacional de Antropología de la Ciudad de México, en la sala Azteca. Pero un hecho que no se sabe es que hay una gran colección (275 piezas) de esculturas de piedra de Calixtlahuaca. Muchas son el estilo de los mexicas, y otros (incluyendo un grupo grande de relieves) son de un estilo diferente, probablemente un estilo local del Valle de Toluca.[cita requerida]

### Piedra de Sacrificios
Hubo dos similares, una con la parte superior cóncava, se encuentra en la Parroquia de San Francisco de Asís en Calixtlahuaca. La otra se encuentra en el museo de Toluca.

### Petroglifos
Para la construcción de la Parroquia de San Francisco de Asís en la población de Calixtlahuaca se usó un número indeterminado de piedras, procedentes de la zona arqueológica, entre estas se pueden apreciar algunas con grabados antiguos, ver Galería.

## Galería de petroglifos

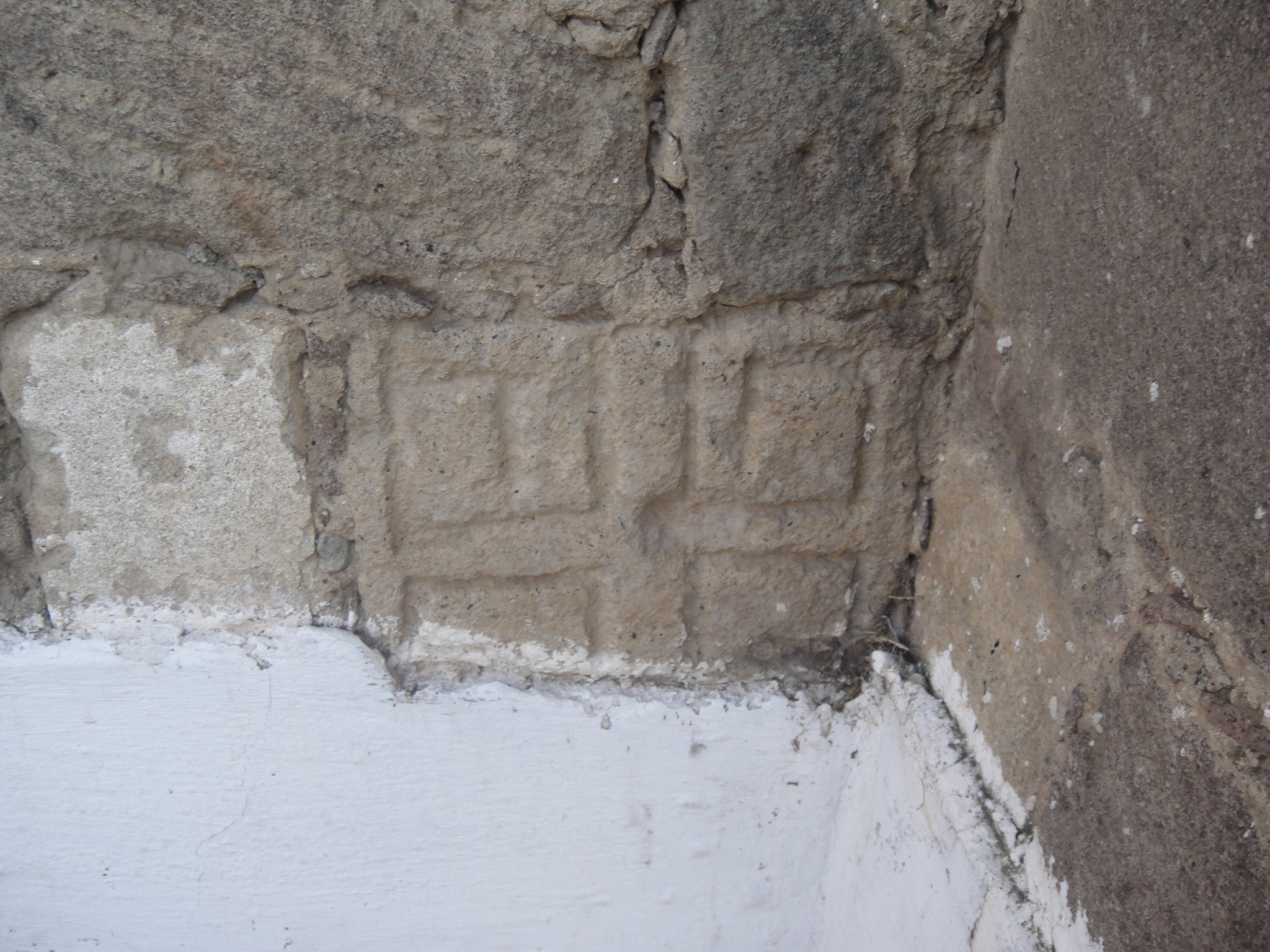
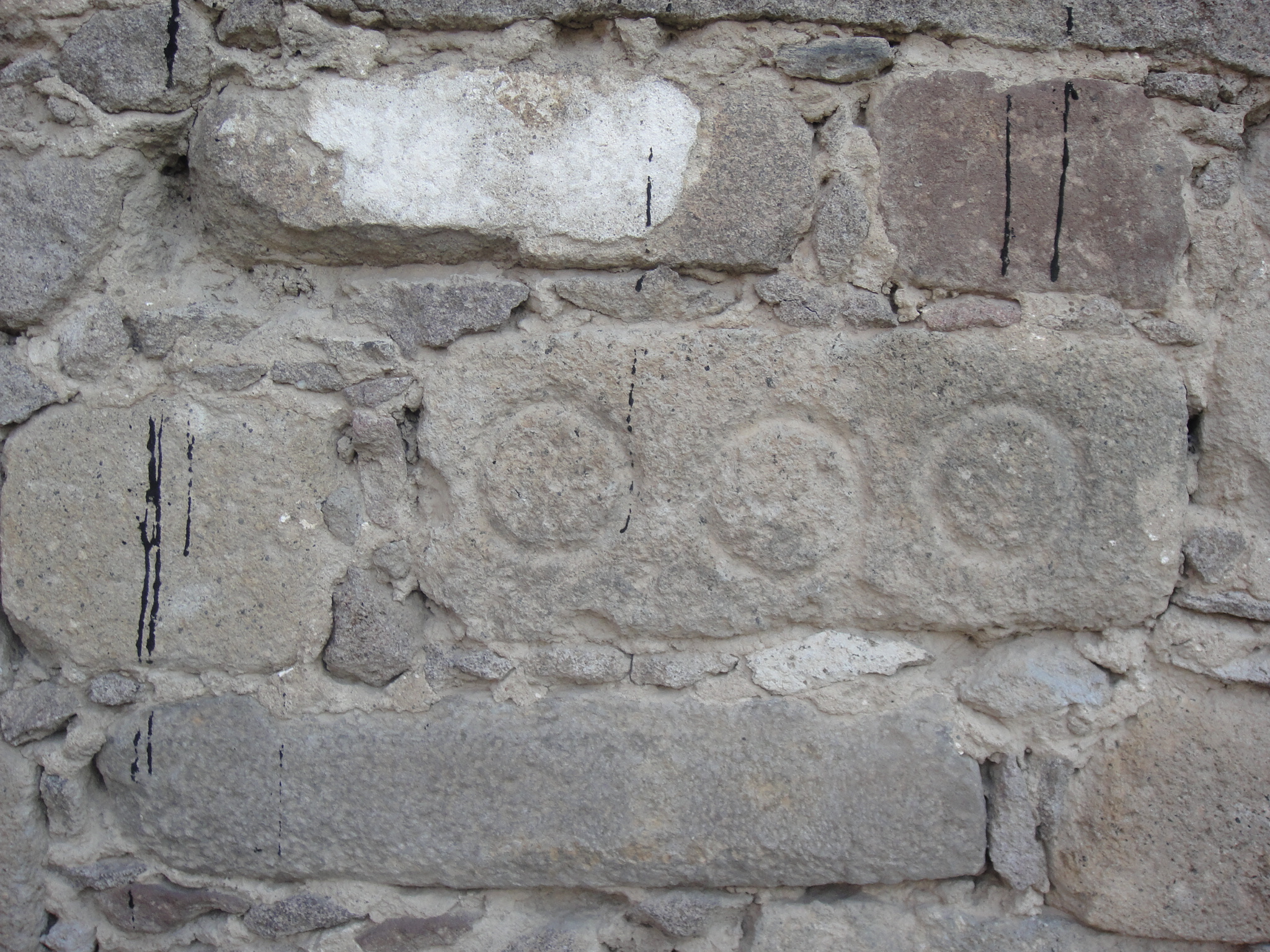
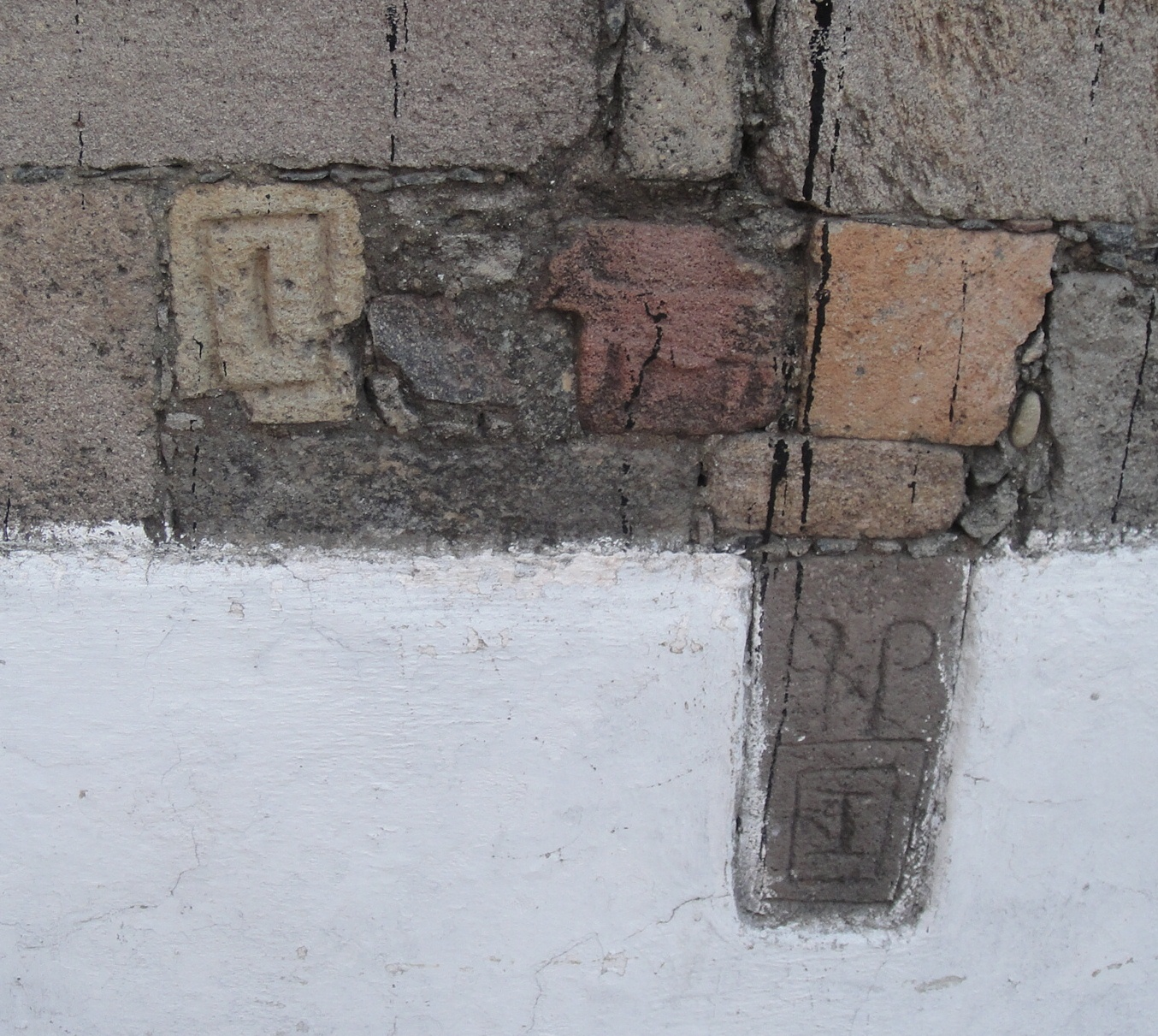
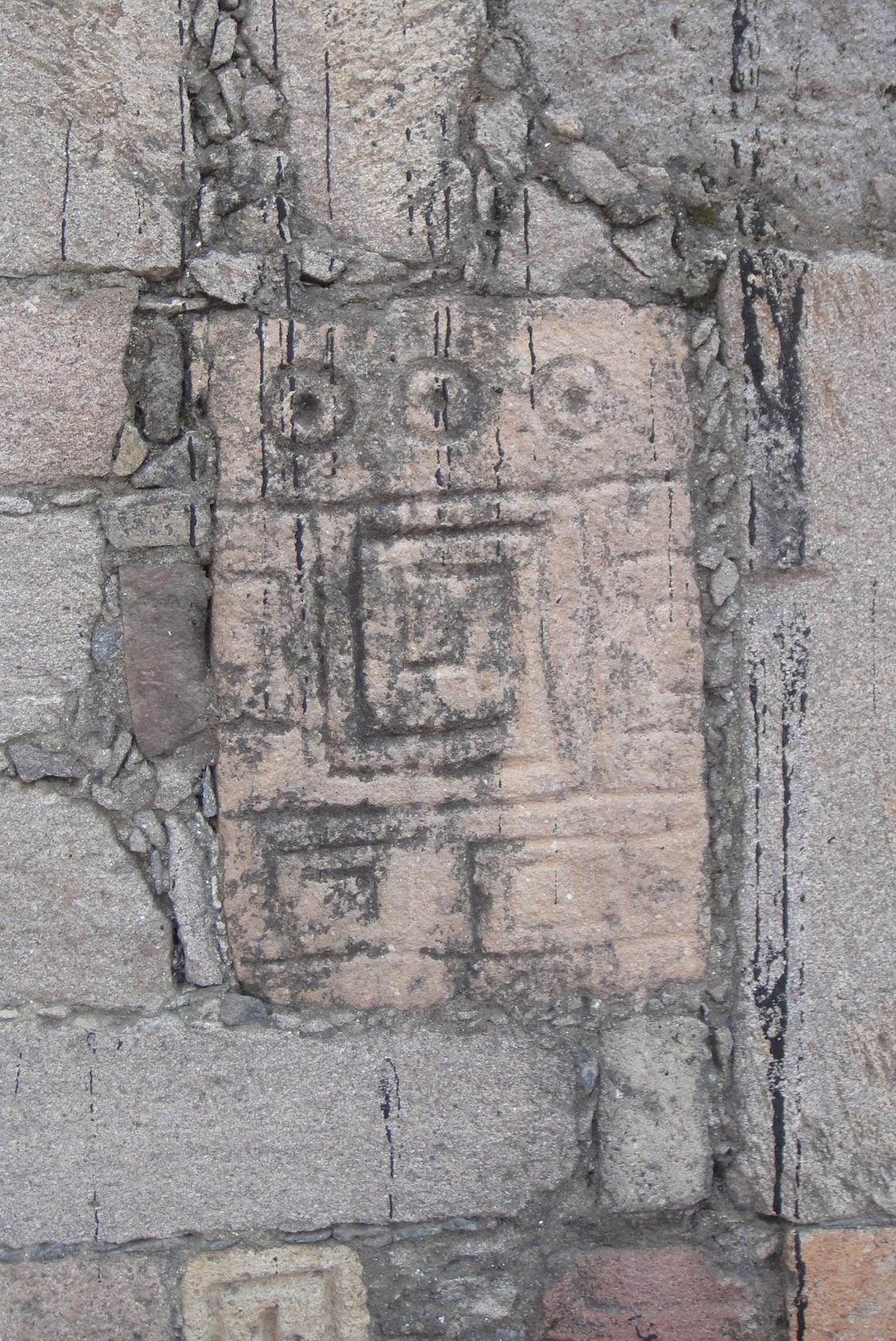
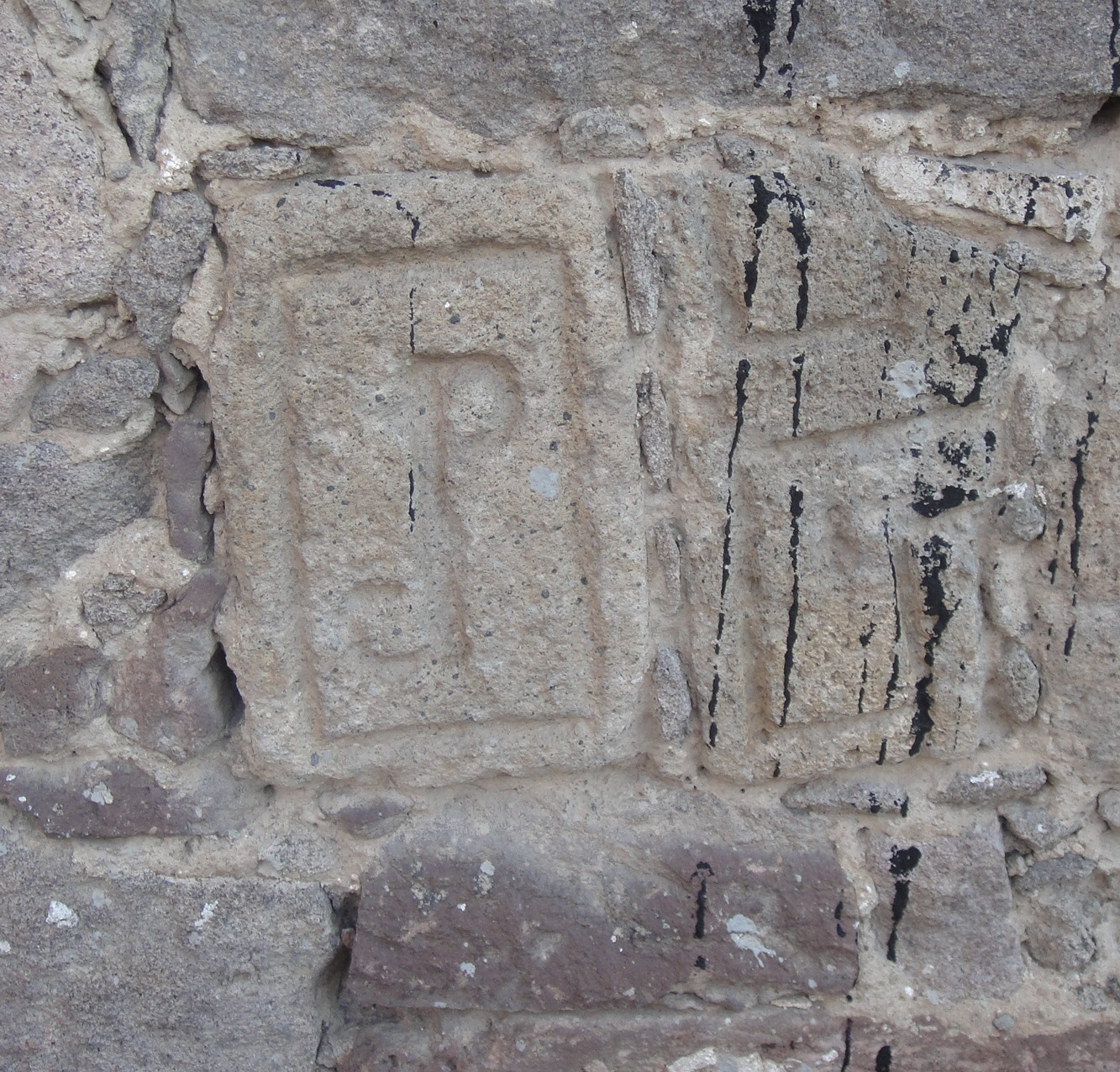
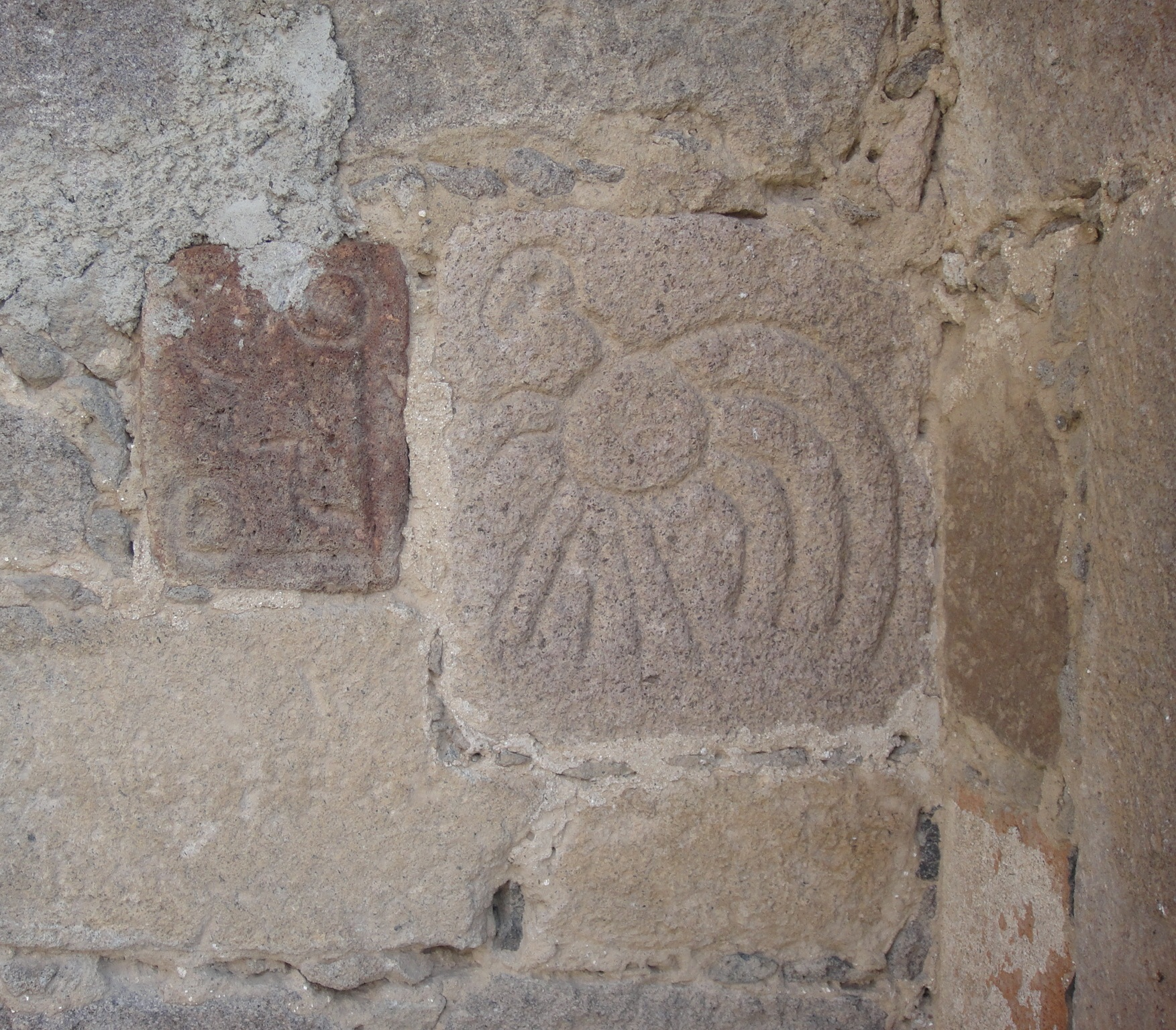
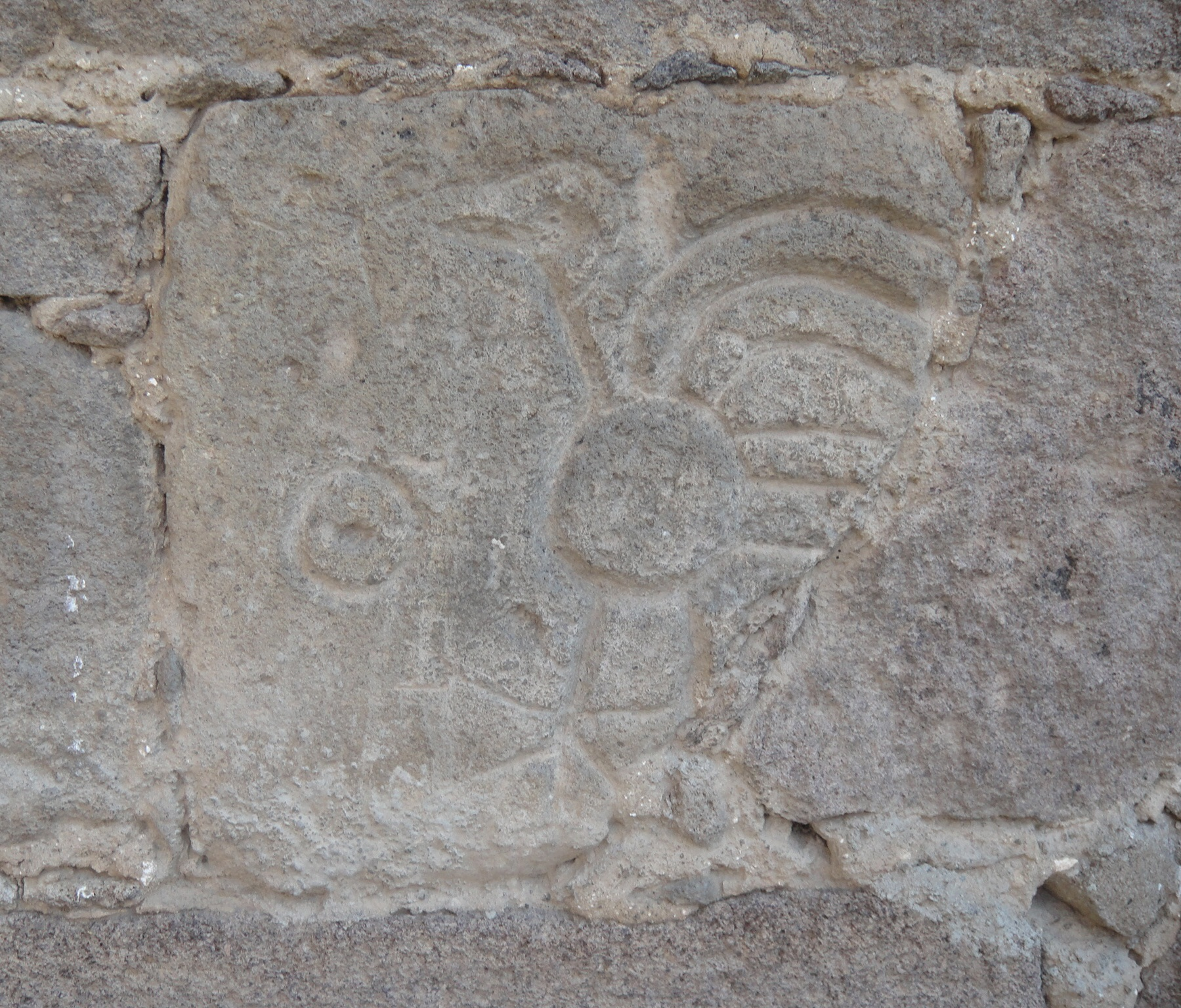
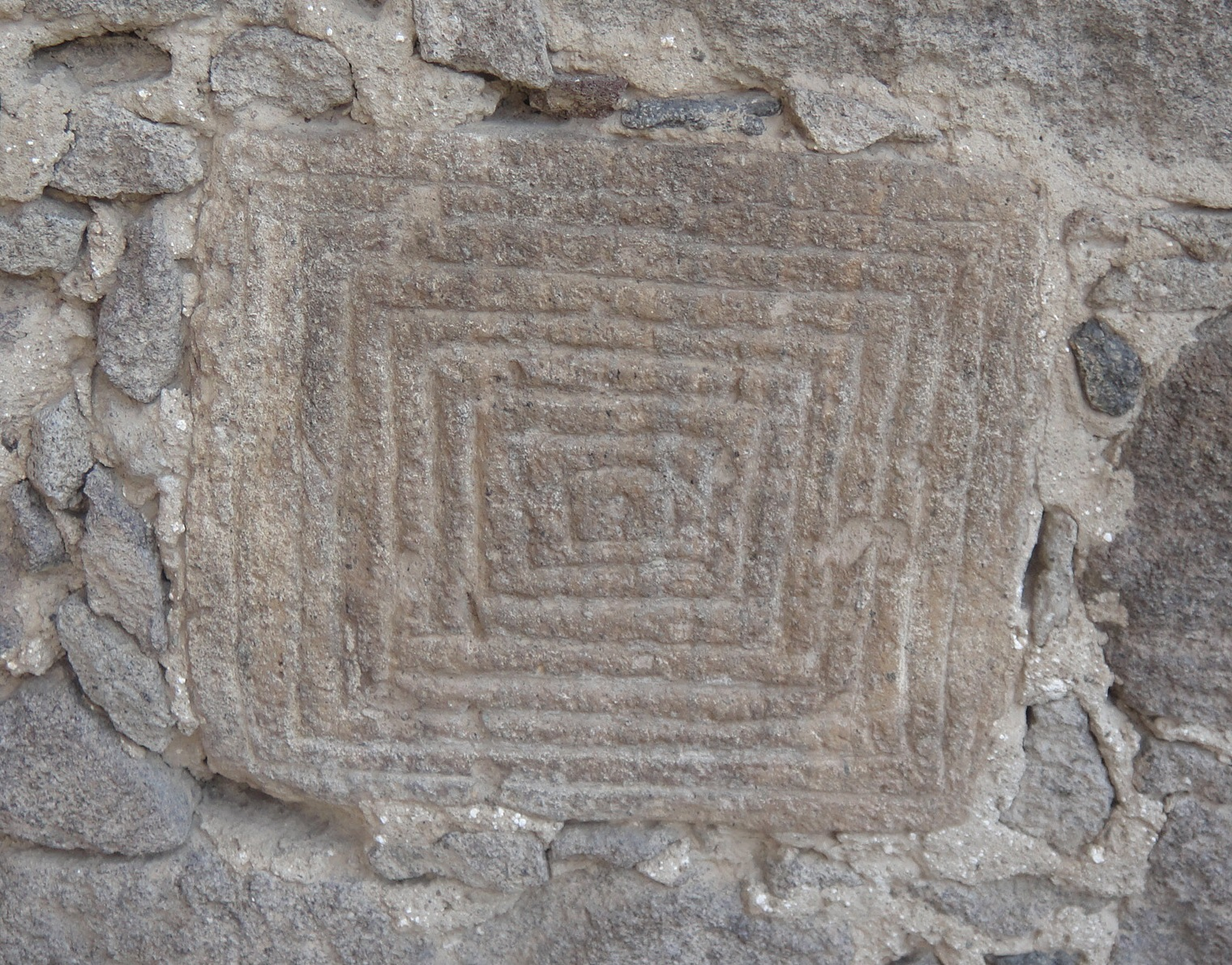
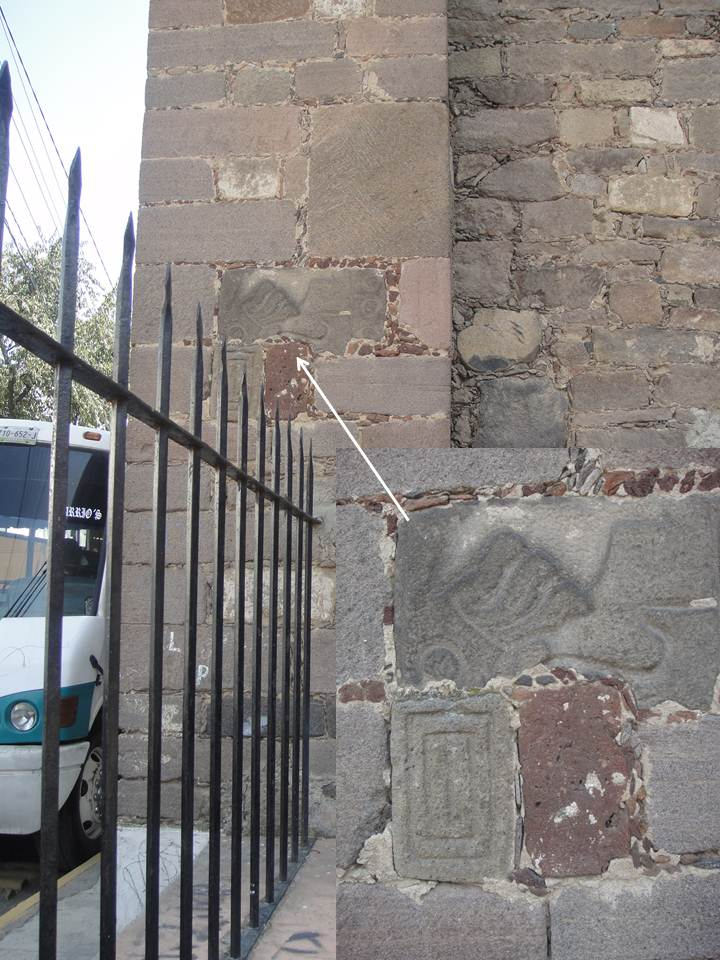
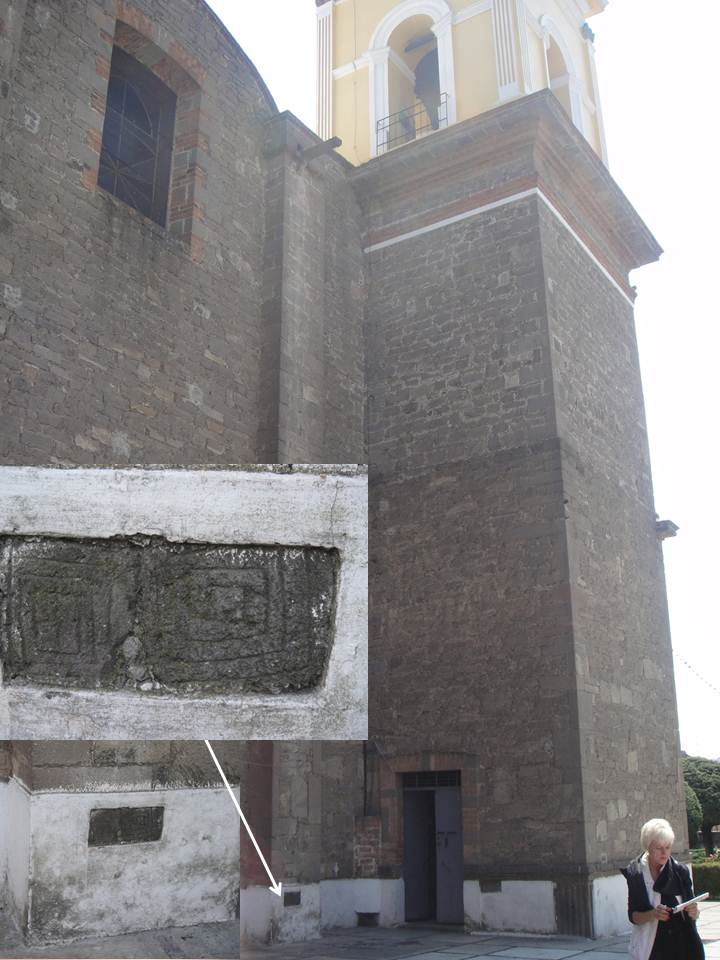

## Cabeza de Calixtlahuaca
Calixtlahuaca es conocida también por el descubrimiento de una pieza de cerámica, llamada "La cabeza Tecaxic de Calixtlahuaca" descubierta durante las excavaciones de García Payón en la década de 1930 y pretendía ser de la Roma Antigua. Aunque este artefacto tiene una procedencia similar a otros artículos excavados en esa época, (y pruebas radioluminiscentes y análisis estilístico parecen apoyar la antigüedad del artefacto) las implicaciones de este artefacto (fuera de lugar) obligan a la comunidad científica mesoamericana a mantenerse escépticos.
José García Payón no pudo publicar adecuadamente los resultados de su trabajo de campo en Calixtlahuaca. Lo más importante de sus publicaciones son artículos breves sobre cerámicas y enterratorios.

### Festival del Quinto Sol
Se realiza en la zona arqueológica de Calixtlahuaca, cuenta con actividades de origen prehispánico así como también con la presentación del “Juego de Pelota”. Su realización es con motivo del equinoccio de primavera, del 19 al 21 de marzo. Se presentan danzas autóctonas, servicios de medicina alternativa, adoraciones prehispánicas, pláticas, cuentacuentos, exposiciones, baños de temazcal y la tradicional ceremonia de encendido del Fuego Nuevo. Hay exposiciones gastronómicas y artesanales para dar impulso a las costumbres propias de Calixtlahuaca.